# Białka (Wola Filipowska)
Białka – przysiółek wsi Wola Filipowska w Polsce, położony w województwie małopolskim, w powiecie krakowskim, w gminie Krzeszowice.
Przysiółek położony jest w zachodniej części wsi, na południe od drogi krajowej 79 i linii kolejowej, przy północnym krańcu Puszczy Dulowskiej. Przez przysiółek przepływa Dulówka. Znajduje się w nim dawna leśniczówka Nadleśnictwa Krzeszowice – Białka (obecnie w rękach prywatnych).
W latach 1975–1998 przysiółek administracyjnie należał do województwa krakowskiego.